# Санграма Віджаятунггаварман
Санграма Віджаятунггаварман (д/н — після 1025) — хаджі (цар) Шривіджаї у 1017—1025 роках. Також знаний як Сікіндар Бару.

## Життєпис
Син хаджі Шрі Маравіджаятунггавармана. Ймовірно посів трон в середині 1010-х років. Ймовірно тотожнbй Хаджі Суматрабгумі, оскільки це власне є титулом «володар острова Суматра», що відповідає на той час основним володінням імперії Шривіджая. Тому саме він напевне 1017 року відправив посольство до імперії Сун, яке було з гідністю прийнято. Цим було підтверджено дружні відносини між імперіями.
Підтримував школу махаяни, про що свідчать записки непальського ченця Атіша, що мешкав в Шривіджаї у 1011—1023 роках, а також статуя Локанатхи (бодхісаттва Локешвари) у Тапанулі, встановлена в 1024 році.
1025 року зазнав поразки в морській битві біля Кадараму від флоту паракесарі Раджендри Чола I. 1030 роком у храмі Брахідеешварар датeється напис на честь цієї військової кампанії проти Шривіджаї, де стверджується, що Чола успішно розграбували Кадарам і забрали велику купу скарбів, у тому числі відх'ядараторана, прикрашені коштовностями «воєнні ворота» Шривіджаї, прикрашені великою пишнотою. В полон потрапив також Санграма Віджаятунггаварман. Замість нього в якості васала Чола було поставлено Шрі Дева.